# Carmen Scarpitta
Carmen Scarpitta (Los Angeles, 26 maggio 1933 – Cabo San Lucas, 26 aprile 2008) è stata un'attrice italiana.

## Biografia

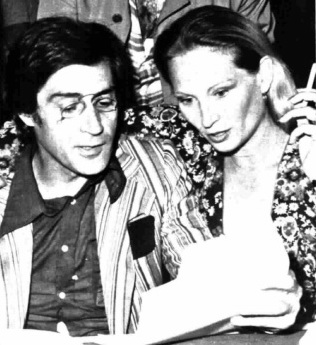
Carmen Scarpitta con Giancarlo Dettori a Torino nel dicembre del 1974

Nata nei pressi di Hollywood, si trasferisce a Roma nei primi anni cinquanta; appassionata di recitazione frequenta i corsi dell'Accademia nazionale d'arte drammatica, diplomandosi nel 1959.
Nel 1960 Vittorio Gassman la scrittura per il suo Teatro Popolare Italiano, dove recita nell'Adelchi, nell'Orestiade e in Un marziano a Roma. Nella stagione teatrale 1963-1964 è con Stoppa e la Morelli in Così è (se vi pare) di Pirandello e in Oh, che bella guerra! di Jerome Kilty.
Nel 1965 partecipa a Una bionda di troppo, episodio de Le avventure di Laura Storm, e nell'anno successivo a un episodio della seconda stagione de Le inchieste del commissario Maigret, con Gino Cervi.
Nel 1968 compare ne Le mie prigioni, sceneggiato televisivo tratto dal romanzo autobiografico omonimo di Silvio Pellico, in cui è diretta da Sandro Bolchi.
Nel 1969 interpreta la parte di Claire Fox nel sesto episodio Il patto dei sei della serie televisiva Nero Wolfe.
Nel 1970 è protagonista di una serie di sketch della rubrica pubblicitaria televisiva Carosello pubblicizzando con Roberto Bisacco gli elettrodomestici della Castor.
Nel 1971 interpreta il ruolo di Giuturna nell'Eneide, sceneggiato televisivo tratto dall'opera di Virgilio e diretto da Franco Rossi.
Nel 1972 debutta nella commedia musicale con Garinei e Giovannini, in Ciao Rudy, accanto ad Alberto Lionello, che aveva preso il posto di Marcello Mastroianni, protagonista del primo allestimento.
Nel 1983 è interprete, con Gino Bramieri, nella commedia musicale La vita comincia ogni mattina di Terzoli e Vaime, con la regia di Pietro Garinei.
Nel cinema debutta con la regia di Martin Ritt, nella produzione internazionale Jovanka e le altre; lavora successivamente con Federico Fellini, Mauro Bolognini, Luigi Magni, senza però riuscire ad avere delle parti che le permettano di emergere come nel teatro.

### Morte
Muore in Messico, nella sua casa di Cabo San Lucas nel 2008, a causa di un'intossicazione dovuta ad una fuga di gas.

## Filmografia parziale

### Cinema

Carmen Scarpitta in Le care mogli (1976)

- Jovanka e le altre (5 Branded Women), regia di Martin Ritt (1960)
- Gidget a Roma (Gidget Goes to Rome), regia di Paul Wendkos (1963)
- Le piacevoli notti, regia di Armando Crispino e Luciano Lucignani (1966)
- Lo sbarco di Anzio (Anzio), regia di Duilio Coletti (1968)
- Scacco alla mafia, regia di Luigi Sabatini (1970)
- L'albero dalle foglie rosa, regia di Armando Nannuzzi (1974)
- Il magnate, regia di Giovanni Grimaldi (1974)
- Fango bollente, regia di Vittorio Salerno (1975)
- Natale in casa d'appuntamento, regia di Armando Nannuzzi (1976)
- La orca, regia di Eriprando Visconti (1976)
- Frou Frou del tabarin, regia di Giovanni Grimaldi (1976)
- Il Casanova di Federico Fellini, regia di Federico Fellini (1976)
- Oedipus orca, regia di Eriprando Visconti (1977)
- Al di là del bene e del male, regia di Liliana Cavani (1977)
- In nome del Papa Re, regia di Luigi Magni (1977)
- Il vizietto (La Cage aux folles), regia di Édouard Molinaro (1978)
- Sbirro, la tua legge è lenta... la mia... no!, regia di Stelvio Massi (1979)
- Tranquille donne di campagna, regia di Claudio De Molinis (1980)
- Bello di mamma, regia di Rino Di Silvestro (1980)
- Calderón, regia di Giorgio Pressburger (1981)
- Mosca addio, regia di Mauro Bolognini (1987)
- Lungo il fiume, regia di Vanna Paoli (1989)
- L'amore probabilmente, regia di Giuseppe Bertolucci (2001)

### Televisione
- Riuscirà il cav. papà Ubu? – miniserie TV (1971)
- L'ispettore Sarti – serie TV, episodio 1x11 (1991)
- Una donna per amico – serie TV (1998)
- Incantesimo – serial TV, 5 episodi (2000-2001)

## Teatro
- Adelchi di Alessandro Manzoni, regia di Vittorio Gassman, Compagnia del Teatro Popolare Italiano, prima nazionale al Parco dei Daini Roma, 3 marzo 1960.
- Orestea di Eschilo, regia di Vittorio Gassman, prima al Teatro greco di Siracusa, 19 maggio 1960.
- Un marziano a Roma di Ennio Flaiano, regia di Vittorio Gassman, prima al Teatro Lirico di Milano, 23 novembre 1960.
- Così è (se vi pare) di Luigi Pirandello, regia di Mario Ferrero (1964)
- Del vento fra i rami del sassofrasso, di René de Obaldia, regia di Sandro Bolchi, Teatro Comunale di Modena, 1º dicembre 1966.
- L'attenzione di Alberto Moravia, regia di Edmo Fenoglio, prima al Teatro Eliseo di Roma, 14 giugno 1967.
- Visita alla prova de L'isola purpurea, di Michail Bulgakov, regia di Raffaele Maiello, Piccolo Teatro di Milano, 4 dicembre 1968.
- La vita comincia ogni mattina, di Terzoli & Vaime, regia di Pietro Garinei, Teatro Nazionale di Milano (1981)
- Il giuoco delle parti, di Luigi Pirandello, regia di Beppe Navello, Teatro di Sardegna (1991)

## Prosa televisiva Rai
- Le inchieste del commissario Maigret, regia di Mario Landi, episodio La vecchia signora di Bayeux, trasmessa il 3 aprile 1966.
- Del vento tra i rami del Sassofrasso di Renè de Obaldia, regia di Sandro Bolchi, trasmesso nel 1967.
- La cantatrice calva di Eugène Ionesco, regia di José Quaglio, trasmessa il 21 ottobre 1967.
- Le mie prigioni di Silvio Pellico, regia di Sandro Bolchi, trasmessa il 28 gennaio 1968.
- Processo di famiglia di Diego Fabbri, regia di José Quaglio, trasmessa il 29 giugno 1968.
- Nero Wolfe, episodio Il patto dei sei (1969)
- Il viaggiatore senza bagaglio di Jean Anouilh, regia di Ottavio Spadaro, trasmessa il 15 settembre 1970.
- Oltre il duemila, sceneggiato in due episodi, regia di Piero Nelli, trasmesso il 9 giugno e 8 luglio del 1971.
- Eneide di Virgilio, regia di Franco Rossi (1971)
- Canossa di Giorgio Prosperi, regia di Silverio Blasi, trasmesso il 20 e 27 agosto 1974.
- La care mogli di Roald Dahl, regia di Guido Stagnaro, trasmessa il 18 giugno 1976.
- La mossa del cavallo di Giacomo Colli (1977)

## Doppiatrici
- Vittoria Febbi in In nome del Papa Re, Il magnate
- Rita Savagnone in Frou-frou del tabarin